# Holconia hirsuta
Holconia hirsuta är en spindelart som först beskrevs av Ludwig Carl Christian Koch 1875.  Holconia hirsuta ingår i släktet Holconia och familjen jättekrabbspindlar.
Artens utbredningsområde är Queensland. Inga underarter finns listade i Catalogue of Life.